# Jonathan Moncada
Jonathan Enrique Moncada Zeledón (Managua, Nicaragua, 3 de enero de 1998), más conocido como Jonathan Moncada, es un jugador profesional nicaragüense de fútbol que se desempeña en la posición de centrocampista en Diriangén Fútbol Club, equipo perteneciente a la Liga Primera de Nicaragua.

## Carrera
Moncada lleva jugando una temporada en el equipo Diriangén Fútbol Club, con el cual salió campeón de la Liga Primera de Nicaragua en dos oportunidades. También es parte de la Selección de fútbol de Nicaragua.